# Plethodon idahoensis
Plethodon idahoensis är en groddjursart som beskrevs av Slater och John W. Slipp 1940. Plethodon idahoensis ingår i släktet Plethodon och familjen lunglösa salamandrar. IUCN kategoriserar arten globalt som livskraftig. Inga underarter finns listade i Catalogue of Life.